# ハイエム液
ハイエム液（Hayem's solution、Hayem氏液、ハイエム試薬）は、塩化水銀(II)、硫酸ナトリウム、塩化ナトリウムと蒸留水から成る試薬。白血球を破壊し、赤血球だけにすることで血球計算盤で数を数えることが出来るようになる。
フランスの血液学者Georges Hayem（1841-1933年）にちなんで命名された。